# Paraguay en los Juegos Panamericanos
Paraguay participó en los Juegos Panamericanos por primera vez en 1951 en Buenos Aires. No estuvo presente en las ediciones de 1959 y 1963. Desde 1967, cuando retornó a los juegos, ha participado ininterrumpidamente. El país está representado en los juegos por el Comité Olímpico Paraguayo.

En el 2025 el país albergará la II edición de los Juegos Panamericanos Junior, en la ciudad de Asunción.

## Juegos Panamericanos

### Medallero
| Juegos              |   |   |    | Total |
| Buenos Aires 1951   | 0 | 0 | 0  | 0     |
| México 1955         | 0 | 0 | 0  | 0     |
| Winnipeg 1967       | 0 | 0 | 0  | 0     |
| Cali 1971           | 0 | 0 | 0  | 0     |
| México 1975         | 0 | 0 | 0  | 0     |
| San Juan 1979       | 0 | 0 | 0  | 0     |
| Caracas 1983        | 0 | 0 | 0  | 0     |
| Indianápolis 1987   | 0 | 0 | 1  | 1     |
| La Habana 1991      | 0 | 0 | 0  | 0     |
| Mar del Plata 1995  | 0 | 1 | 2  | 3     |
| Winnipeg 1999       | 0 | 0 | 0  | 0     |
| Santo Domingo 2003  | 0 | 0 | 0  | 0     |
| Río de Janeiro 2007 | 0 | 0 | 1  | 1     |
| Guadalajara 2011    | 0 | 0 | 2  | 2     |
| Toronto 2015        | 0 | 1 | 2  | 3     |
| Lima 2019           | 1 | 3 | 1  | 5     |
| Santiago 2023       | 1 | 0 | 6  | 7     |
| Total               | 2 | 5 | 15 | 22    |

### Medallas por deporte
La siguiente tabla muestra las medallas obtenidas por deporte, ordenadas por preseas de oro, plata y bronce.
| Deporte       |   |   |    |    |
| ------------- | - | - | -- | -- |
| Golf          | 2 | 2 | 1  | 5  |
| Tenis         | 0 | 1 | 2  | 3  |
| Atletismo     | 0 | 1 | 0  | 1  |
| Tenis de mesa | 0 | 1 | 0  | 1  |
| Taekwondo     | 0 | 0 | 2  | 2  |
| Squash        | 0 | 0 | 1  | 1  |
| Karate        | 0 | 0 | 1  | 1  |
| Natación      | 0 | 0 | 1  | 1  |
| Futsal        | 0 | 0 | 1  | 1  |
| Ciclismo      | 0 | 0 | 1  | 1  |
| Remo          | 0 | 0 | 2  | 2  |
| Handball      | 0 | 0 | 1  | 1  |
| Canotaje      | 0 | 0 | 2  | 2  |
| 14 deportes   | 2 | 5 | 15 | 22 |

## Juegos Panamericanos Junior

### Medallero
| Sede            | Oro           | Plata         | Bronce        | Total         | Posición      |
| --------------- | ------------- | ------------- | ------------- | ------------- | ------------- |
| Cali-Valle 2021 | 2             | 4             | 4             | 10            | 15/41         |
| Asunción 2025   | Evento futuro | Evento futuro | Evento futuro | Evento futuro | Evento futuro |
| Total           | 2             | 4             | 4             | 10            | 15/41         |